# Hecelchakán
Hecelchakán är en kommunhuvudort i Mexiko.   Den ligger i kommunen Hecelchakán och delstaten Campeche, i den östra delen av landet, 900 km öster om huvudstaden Mexico City. Hecelchakán ligger 12 meter över havet och antalet invånare är 10 153.
Terrängen runt Hecelchakán är platt. Runt Hecelchakán är det ganska glesbefolkat, med 26 invånare per kvadratkilometer. Närmaste större samhälle är Dzitbalché, 17,6 km nordost om Hecelchakán. I omgivningarna runt Hecelchakán växer i huvudsak lövfällande lövskog.